# Критический момент переписи
Критический момент переписи — это фиксированный момент времени, к которому привязывается проводящаяся перепись населения. Все сведения, собирающиеся в ходе переписи, приурочиваются именно к этому моменту, несмотря на то, что текущий момент переписи конкретных данных может быть как существенно раньше, так и позже её критического момента, поскольку любая перепись имеет длительность (дни, недели). Обычно критические моменты устанавливаются на полночь, как для удобства, так и потому, что ночью люди чаще находятся дома.
Так, например, люди, родившиеся до критического момента переписи, в ней учитываются, а родившиеся позже — не учитываются.
Для Всероссийской переписи населения 2021 года критический момент переписи установлен на  0 часов 1 октября 2021 года.
Ранее, например при Всесоюзной переписи 1939 года, критический момент не устанавливали для труднодоступных районов, в которых сведения собирали на момент переписи, так как в таких районах перепись длилась до 40 дней.